# I Saw It in the Mirror
«I Saw It in the Mirror» es una canción de ABBA , lanzado en su álbum Ring Ring de 1973.  

## Producción y estreno
La canción fue grabada a principios de 1970.
La reedición de lujo del álbum Ring Ring está configurado para incluir una versión original y extraña de I Saw It in the Mirror - por Billy G-hijo.

## Composición
Björn y Benny son vocalistas de esta canción. La canción incluye un piano eléctrico y un bajo sintetizado. La canción tiene un patrón de acordes que a veces se rompe debido a la filigrana.

## Recepción crítica
Bright Lights Dark Shadows : La verdadera historia de Abba lo describe como "parecido al canto", y dice que "tiene la dudosa distinción de ser la pista que menos gustó de Abba entre los fans incondicionales del grupo", y añadió que es una reminiscencia de un proyecto anterior.  ABBA: Let The Music Speak nota que esta canción era un "intento sin inspiración en R & B", añadiendo sin embargo que la canción dio a Angetha y Frida algunos momentos aislados mediante sus "vocales eco". También se refiere a la canción como la "menos notable", "pista de relleno", y "carente de marca ABBA en el ambiente vocal.